# آنری دوم، پادشاه اورشلیم
هنری دوم (۱۲۷۰–۱۳۲۴) آخرین پادشاه سلسله پادشاهیان اورشلیم بود که با سقوط عکا در ۲۸ می ۱۲۹۱ این عنوان را از دست داد. او پادشاه قبرس و از دودمان لوزینیان بود.